# Gundershoffen
Gundershoffen település Franciaországban, Bas-Rhin megyében. Lakosainak száma 3808 fő (2022. január 1.). Gundershoffen Forstheim, Frœschwiller, Gumbrechtshoffen, Mertzwiller, Mietesheim, Morsbronn-les-Bains, Reichshoffen és Uttenhoffen községekkel határos.

## Népesség
A település népességének változása:
| Lakosok száma | 3616 | 3633 | 3705 | 3679 | 3702 | 3712 | 3758 | 3779 | 3808 |
|               | 2013 | 2015 | 2016 | 2017 | 2018 | 2019 | 2020 | 2021 | 2022 |